# Diocesi di Sinnipsa
La diocesi di Sinnipsa (in latino Dioecesis Sinnipsensis) è una sede soppressa e sede titolare della Chiesa cattolica.

## Storia
Sinnipsa, forse identificabile con le rovine di Abd-es-Saade nell'odierna Libia, è un'antica sede episcopale della provincia romana della Tripolitania.
Unico vescovo conosciuto di questa diocesi africana è il cattolico Villatico, che intervenne alla conferenza di Cartagine del 411, che vide riuniti assieme i vescovi cattolici e donatisti dell'Africa romana; in quell'occasione la sede non aveva vescovi donatisti.
Dal 1933 Sinnipsa è annoverata tra le sedi vescovili titolari della Chiesa cattolica; dal 24 gennaio 1997 il vescovo titolare è Karl Bürgler, vicario apostolico di Reyes.

## Cronotassi

### Vescovi
- Villatico † (menzionato nel 411)

### Vescovi titolari
- Michele Mincuzzi † (19 luglio 1966 - 12 ottobre 1974 nominato vescovo di Ugento-Santa Maria di Leuca)
- Karl-August Siegel † (12 dicembre 1974 - 8 ottobre 1990 deceduto)
- Alberto Taveira Corrêa (24 aprile 1991 - 27 marzo 1996 nominato arcivescovo di Palmas)
- Karl Bürgler, C.SS.R., dal 24 gennaio 1997